# Ganapathipuram
Ganapathipuram là một thị xã panchayat của quận Kanniyakumari thuộc bang Tamil Nadu, Ấn Độ.

## Nhân khẩu
Theo điều tra dân số năm 2001 của Ấn Độ, Ganapathipuram có dân số 13.653 người. Phái nam chiếm 50% tổng số dân và phái nữ chiếm 50%. Ganapathipuram có tỷ lệ 74% biết đọc biết viết, cao hơn tỷ lệ trung bình toàn quốc là 59,5%: tỷ lệ cho phái nam là 77%, và tỷ lệ cho phái nữ là 72%. Tại Ganapathipuram, 11% dân số nhỏ hơn 6 tuổi.